# Ласло Шурањи
Ласло Шурањи (6. новембар 1978) српски је стрелац и параолимпијац. На Параолимпијским играма у Рију освојио је златну медаљу у категорији малокалибарска пушка 50 метара тростав и бронзану медаљу у категорији малокалибарска пушка 50 метара лежећим ставом.

## Каријера
Рођен је 6. новембра 1978. Школовао се у Новом Бечеју и Зрењанину где се бавио следећим спортовима: стоним тенисом, куглањем, ватерполом и дизањем тегова. Године 1996. године доживео је тешку повреду кичме приликом незгодног скока у воду. Након дуге и напорне рехабилитације, повратио је покрете горњих екстремитета и убрзо се вратио спорту, овог пута - стрељаштву.
Године 2005. је први пут наступио за репрезентацију Србије и почео да ниже успехе: био је вишегодишњи свеукупни победник Лиге особа са инвалидитетом и шампион Европе 2013. године у дисциплини Ваздушна пушка - стојећи став. На Параолимпијским играма је први пут учествовао 2012. године, потом 2016, када је освојио прво место у дисциплини МK пушка - тростав, а квалификовао се и за параолимпијско такмичење у Токију 2020. Актуелни је национални и међународни рекордер у више дисциплина и добитник многих спортских признања.
У част Ласлу Шурањију у Новом Бечеју је засађен парк који носи његово име.

## Награде

### Друге награде
- 2016: Награда Браћа Карић
- 2022: Награда Браћа Карић